# Serino
Serino är en kommun i provinsen Avellino, i regionen Kampanien. Kommunen hade 6 968 invånare (2017) och gränsar till kommunerna Aiello del Sabato, Calvanico, Giffoni Valle Piana, Montella, San Michele di Serino, Santa Lucia di Serino, Santo Stefano del Sole, Solofra samt Volturara Irpina.